# Navire de pêche
Pour les articles homonymes, voir Navire et Pêche.

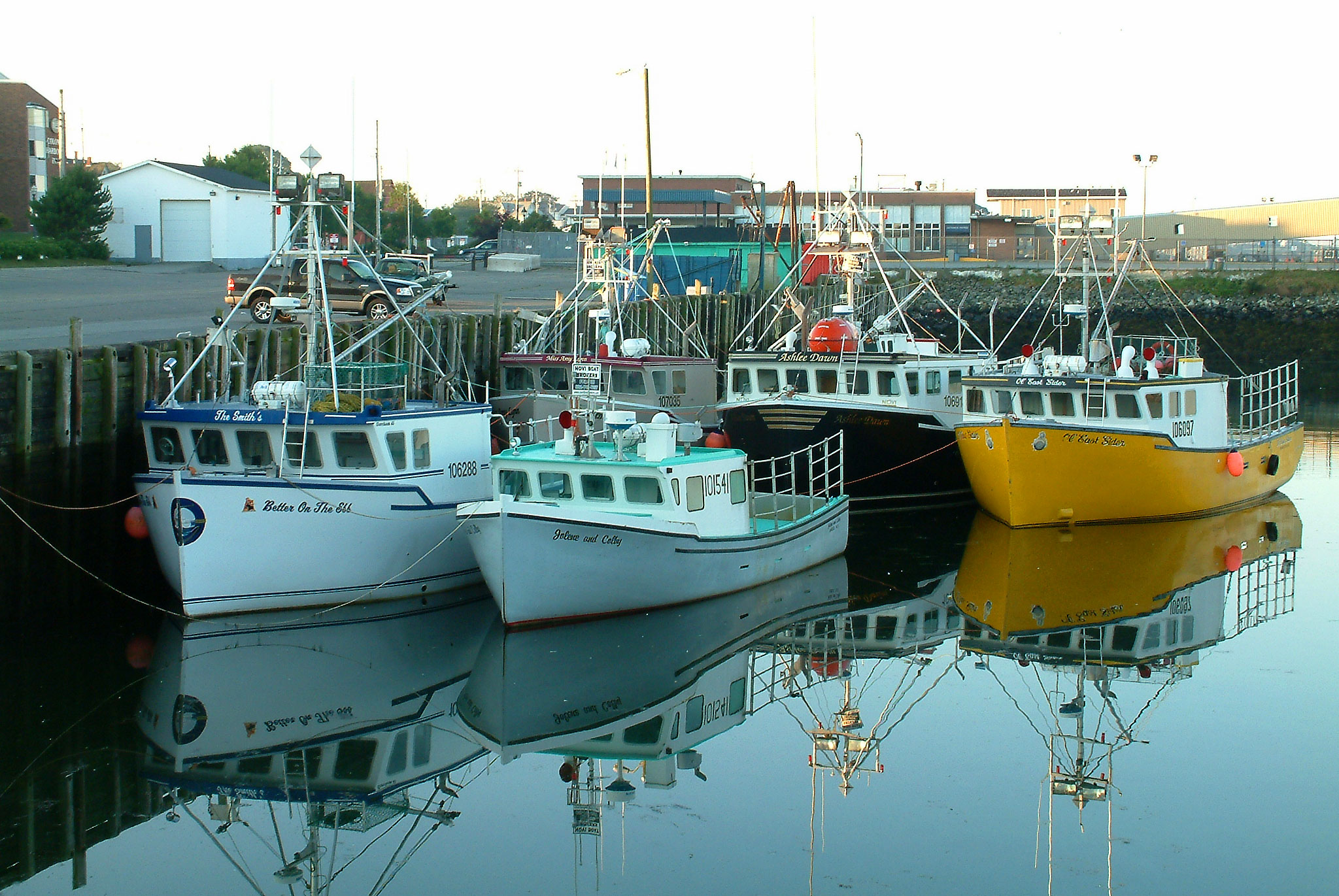
Navires de pêche à Yarmouth (Nouvelle-Écosse).

Ce terme permet de désigner l'ensemble des navires pratiquant la pêche. 
Ces navires sont conçus pour permettre la pratique de la pêche (et parfois de vie à bord durant de longues périodes) en respectant certaines règles de sécurité, mais les conditions de travail et de vie y sont souvent rudes. En général, le nom d'un type de bateau est en relation avec la pêche qu'il pratique, le type de poissons collecté, ou la technique utilisée. Parfois les navires constituent des flottilles qui pêchent de manière plus ou moins concertée. Dans le cadre des quotas de pêche mis en place en Europe pour une gestion communautaire de la pêche, des réductions de flottilles existent et les bateaux de pêche font comme d'autres navires l'objet d'un marché de l'occasion. Il existe des bateaux viviers qui conservent les animaux vivants (langouste, homard, poissons…) et des bateaux usines capables de surgeler le poisson après l'avoir préparé sur place. Certains bateaux artisanaux sont équipés pour pouvoir emporter de la glace.
La flotte mondiale de bateaux de pêche est passée de 1,7 million en 1950 à 4,6 millions en 2018, l'Asie possédant 75 % de la flotte globale.
Selon les estimations de l'Organisation des Nations Unies pour l'alimentation et l'agriculture (FAO), la flotte de pêche mondiale était estimée, en 2022, à 4,9 millions de navires, dont deux tiers étaient motorisés. L'Asie abrite la plus grande flotte de pêche au monde (71 % du total), suivie de l'Afrique (19 %), de l'Amérique latine et des Caraïbes (5 %), de l'Amérique du Nord et de l'Europe (2 % chacune), et de l'Océanie (moins de 1 %). L'Asie compte les plus grandes flottes de navires motorisés (80 pour cent) et non motorisés (54 %) et l'Afrique la deuxième plus grande flotte de pêche non motorisée. De nombreux pays pêcheurs (la Chine, le Japon et les États membres de l'Union européenne, par exemple) poursuivent leur stratégie de réduction du nombre de navires de pêche. 

## Classifications
On distingue souvent la pêche artisanale et industrielle et on peut aussi classer les navires selon leur spécialité, leur pavillon, leur puissance de pêche,. Dans le domaine de la pêche industrielle, et artisanale, la puissance de pêche augmente régulièrement, contribuant au phénomène de surexploitation des ressources halieutiques. En dépit de moyens techniques de détection et de pêche très améliorés, les navires doivent souvent parcourir plus de distance pour des prises parfois moindres qu'autrefois.
Les navires de pêche peuvent être suivis par satellite et par les stations radar du rivage (CROSS en France) et la pêche fait l'objet en France d'enquêtes de filières et de métiers pour notamment voir comment elle évolue. Ces enquêtes donnent aussi des informations sur l'âge des navires et leur nombre de jours de sortie par mois et par an.

## Types de navires de pêche
- Baleinier
- Bateau ostréicole
- Bolincheur
- Caseyeur
- Chalutier
- Chalutier à perche
- Coquillier
- Cordier
- Crevettier
- Doris
- Fileyeur
- Goémonier
- Harenguier
- Langoustier
- Ligneur
- Morutier
- Palangrier
- Pointu
- Sardinier
- Senneur (ou seineur)
- Terre-neuvier
- Thonailleur
- Thonier

La construction des bateaux de pêche va longtemps demeurer une tradition de bois. Par exemple en Norvège, on estimait  en 1967 qu'il y avait 11 561 navires de pêche (et environ 60 000 navires de plaisance en bois). La configuration des côtes du pays justifie l'utilisation d'une multitude de petites embarcations presque toujours en bois, matériau abondant et à bon marché. En Norvège, plus de la moitié des prises de poissons se font dans des eaux littorales ou intérieures, employant surtout de nombreux navires de petit tonnage.

## Navires de pêche et environnement
Certains navires (chalutiers notamment) consomment une grande quantité de carburant, souvent du fioul de mauvaise qualité (non désoufré). Et avec la réduction de la ressource due à la surpêche ils doivent partir chercher le poisson ou les crustacés plus loin ou rester plus longtemps en mer et donc utiliser plus de carburant. Un cas particulier est celui de la pêche aux grands cétacés, encore pratiquée au Japon sous couvert de pêche scientifique.
Une étude récente a montré que si seulement 4 % de tous les navires de pêche enregistrés dans le monde ont un pavillon dans un paradis fiscal, 70 % des navires de pêche ayant déjà été reconnus impliqués dans la pêche illégale, non déclarée et/ou non réglementée naviguaient avec un pavillon de complaisance correspondant à une juridiction de paradis fiscal (Belize et Panama dans la plupart des cas).

## Marétique
Tous les navires de pêche de plus de 12 mètres de longueur (y compris les navires de l'UE ainsi que ceux non-UE pêchant dans les eaux de l'UE) doivent être équipés d'un dispositif permettant leur localisation et identification automatiques via un système de surveillance par satellite (VMS) qui transmet les données de position à intervalles réguliers. Cependant, les États membres peuvent dispenser les navires de pêche de 12 à 15 mètres de l'utilisation du VMS s'ils opèrent exclusivement dans leurs eaux territoriales ou s'ils ne passent jamais plus de 24 heures en mer. Chaque État membre collecte les données ainsi obtenues via un centre de surveillance des pêches qui suit les navires battant son pavillon, où qu'ils pêchent, ainsi que tous les autres navires de l'UE et non-UE opérant dans ses eaux. Les centres des différents États membres peuvent échanger des données VMS; un tel échange peut avoir lieu, par exemple, entre l'État membre dont le navire de pêche porte le pavillon et les États membres dans les eaux desquels il opère.
En outre, les navires de pêche de l'UE de plus de 15 mètres doivent également utiliser un système d'identification automatique (AIS), un outil développé conformément aux normes de l'Organisation maritime internationale (OMI) et principalement utilisé pour la sécurité maritime et par tous types de navires. Les États membres de l'Union Européenne peuvent utiliser les données collectées via l'AIS pour effectuer des vérifications croisées. Pour compléter les données de surveillance VMS ou AIS, les États membres peuvent utiliser un système de détection des navires indiquant la position des navires basé sur des images satellites.

## Galerie

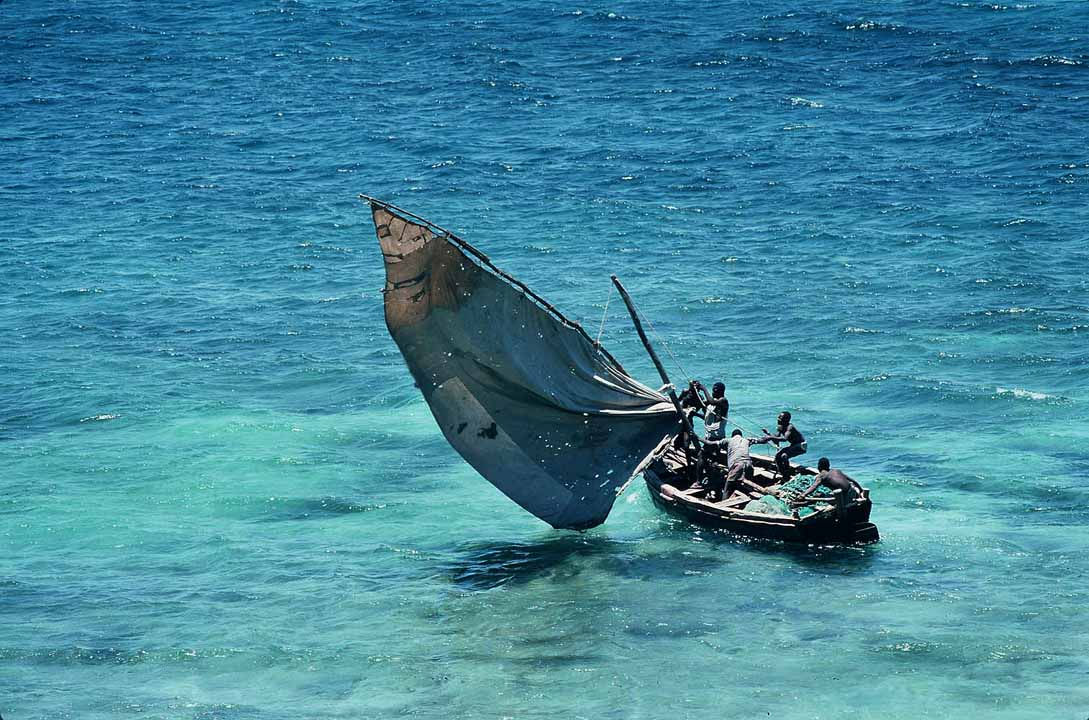
Voilier de pêche du Mozambique
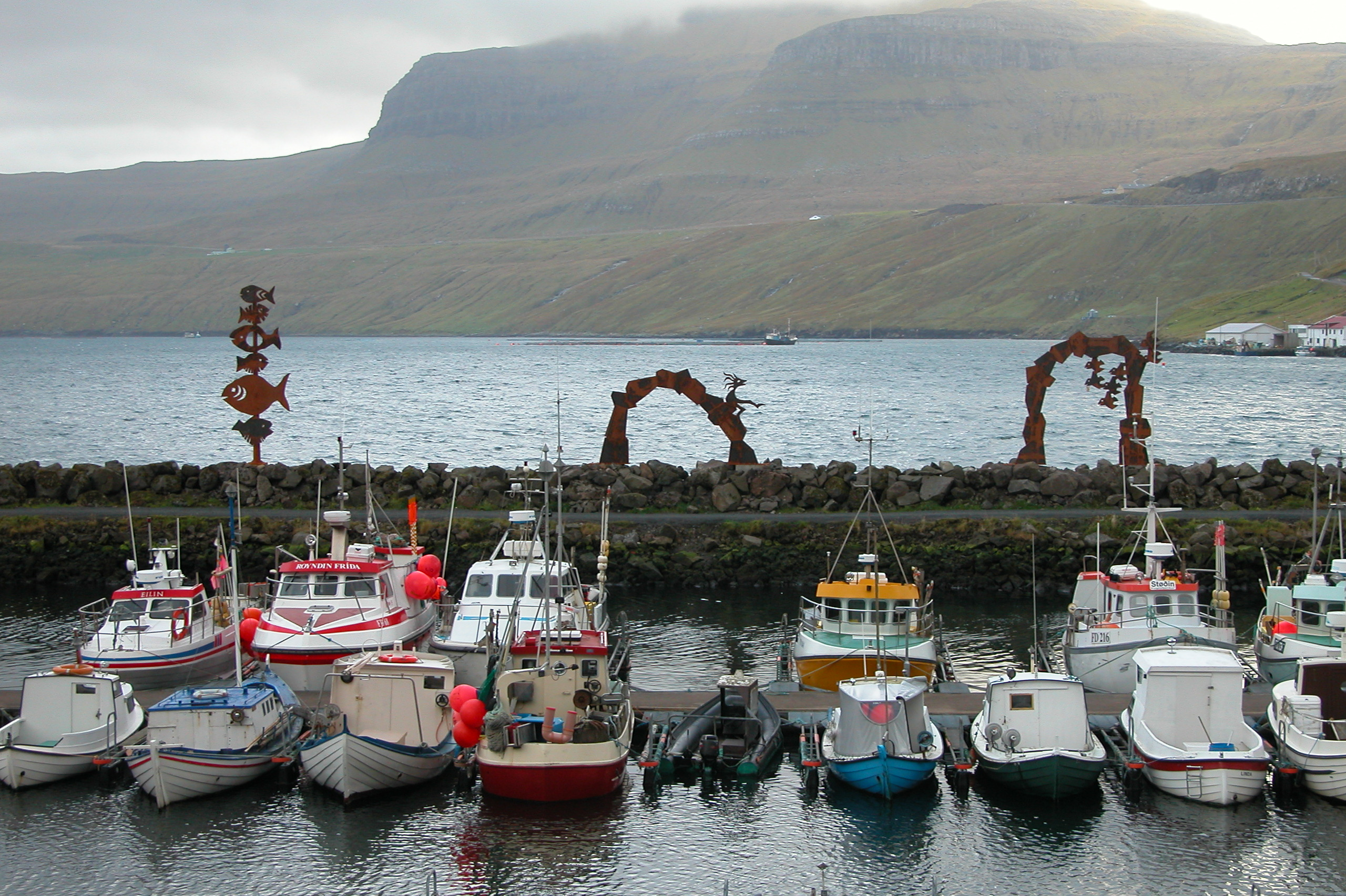
Bateaux de pêche des îles Féroé
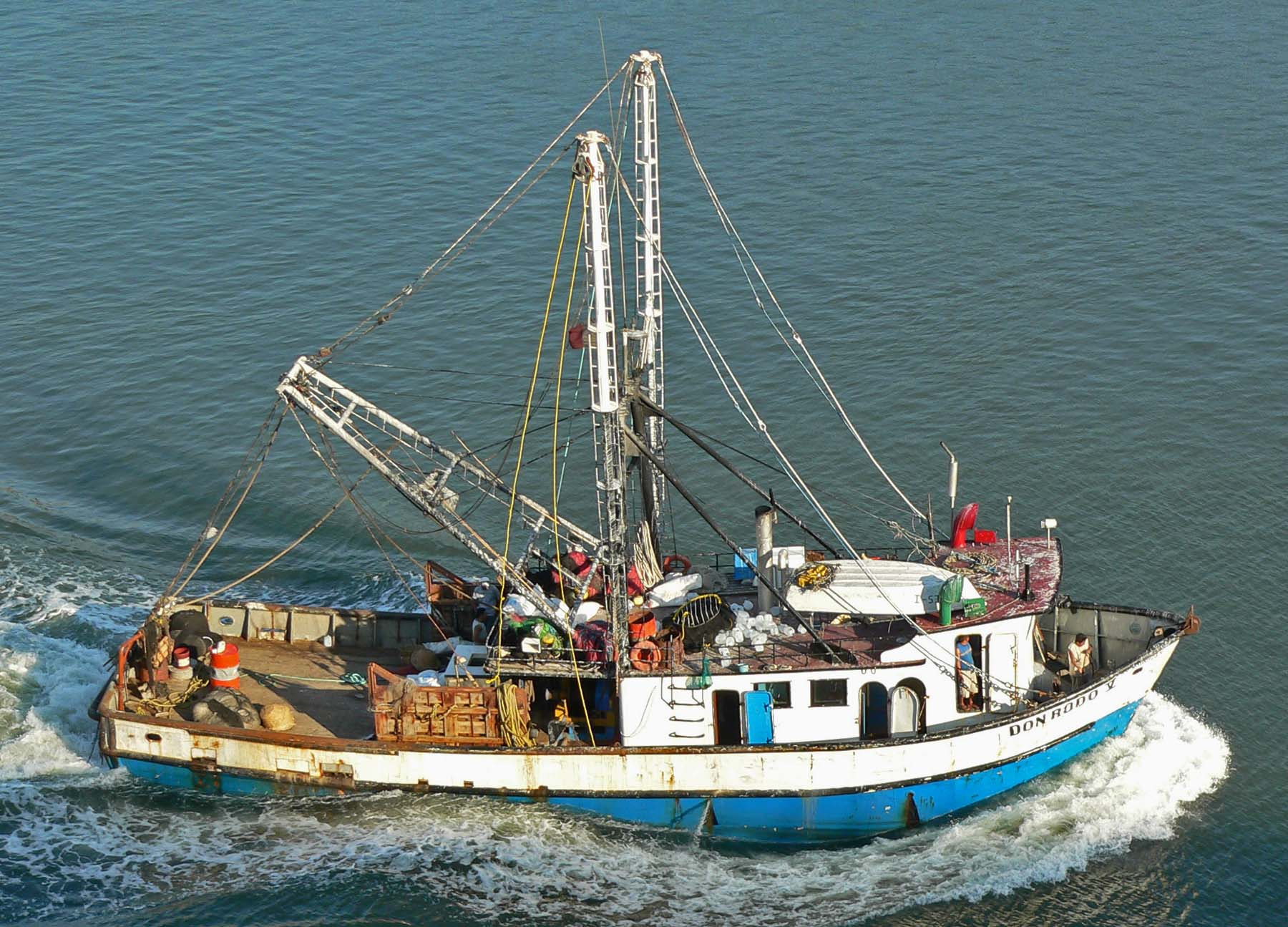
Petit bateau de pêche côtière
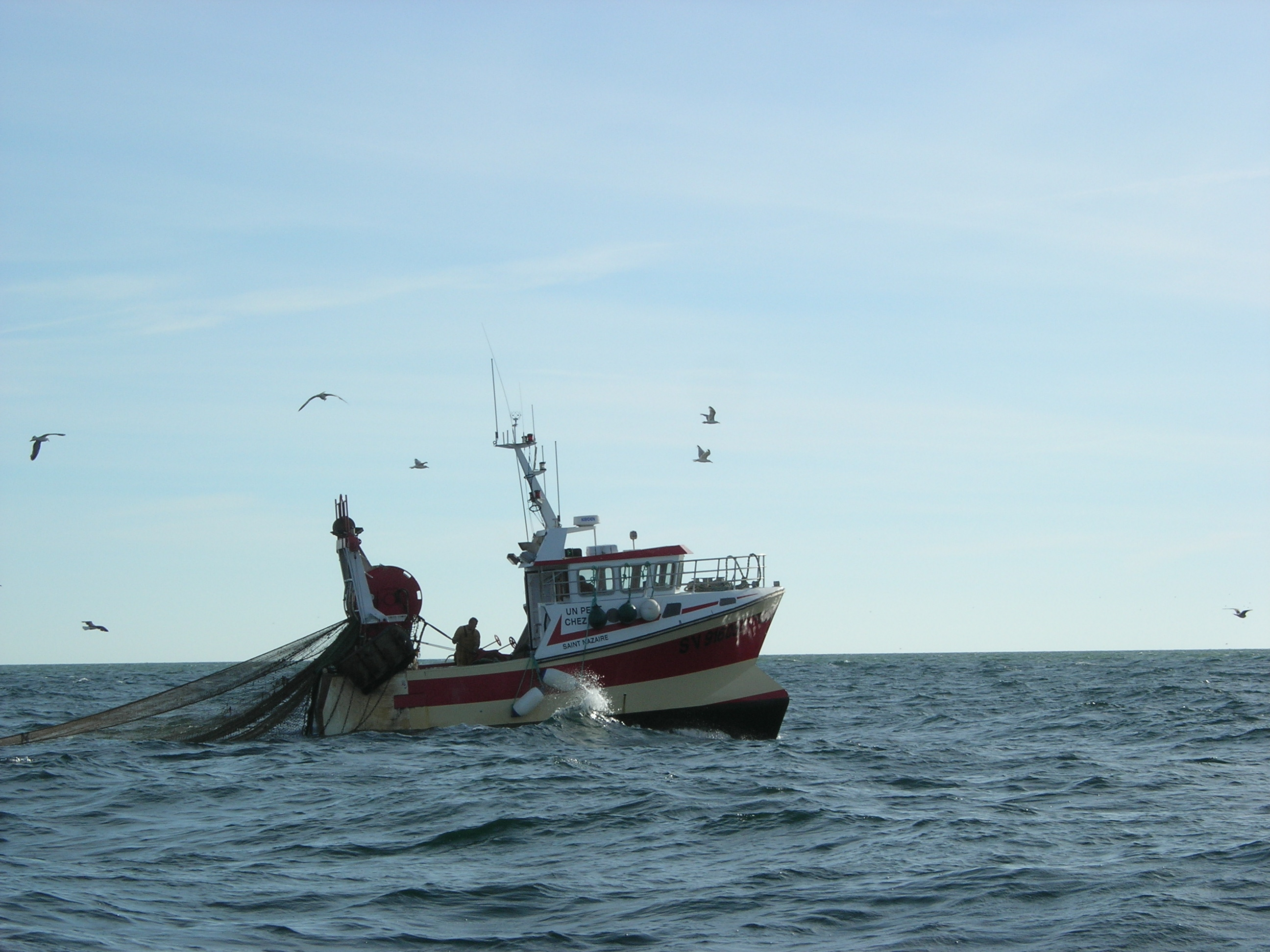
Petit chalutier
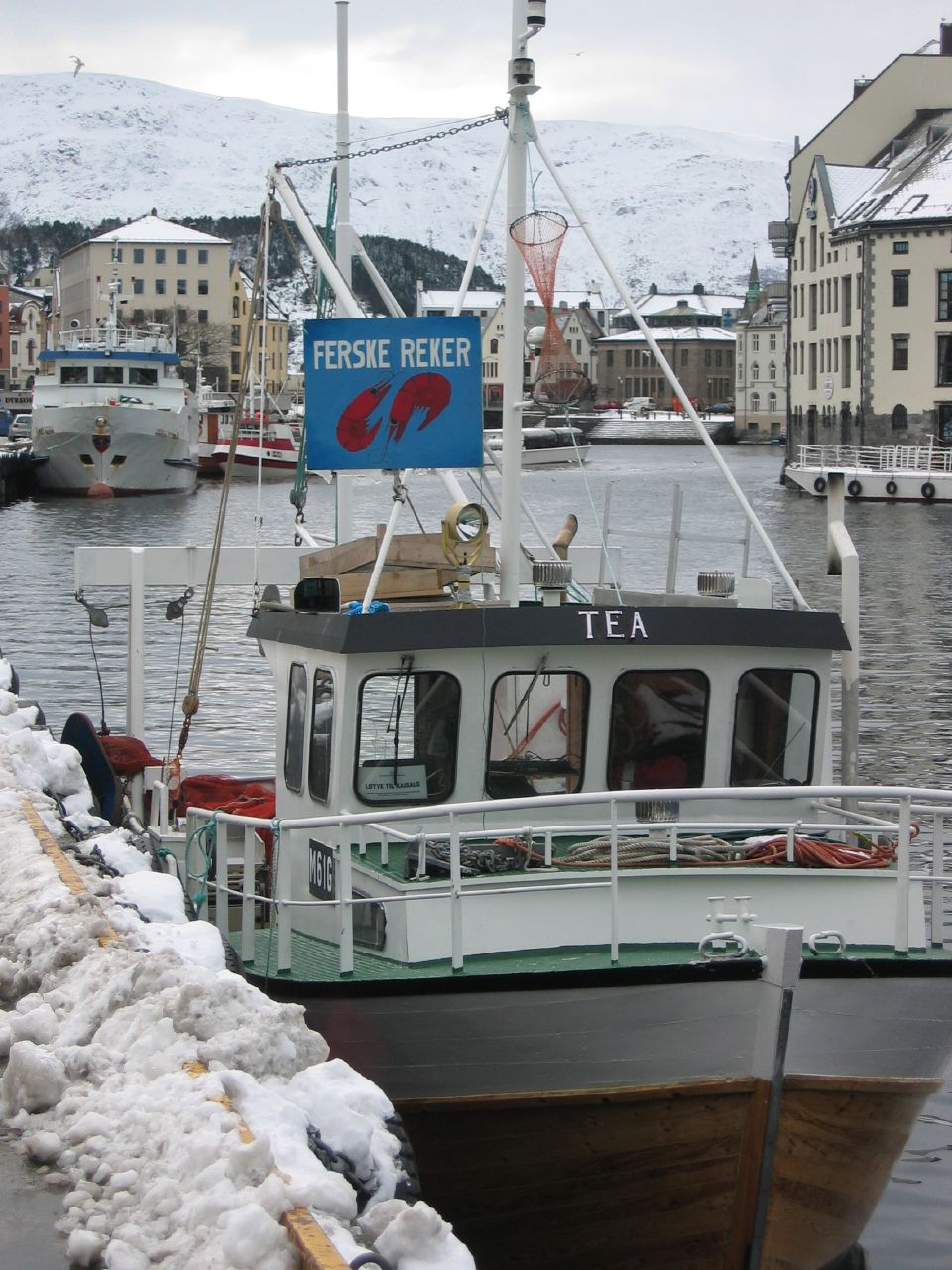
Crevettier
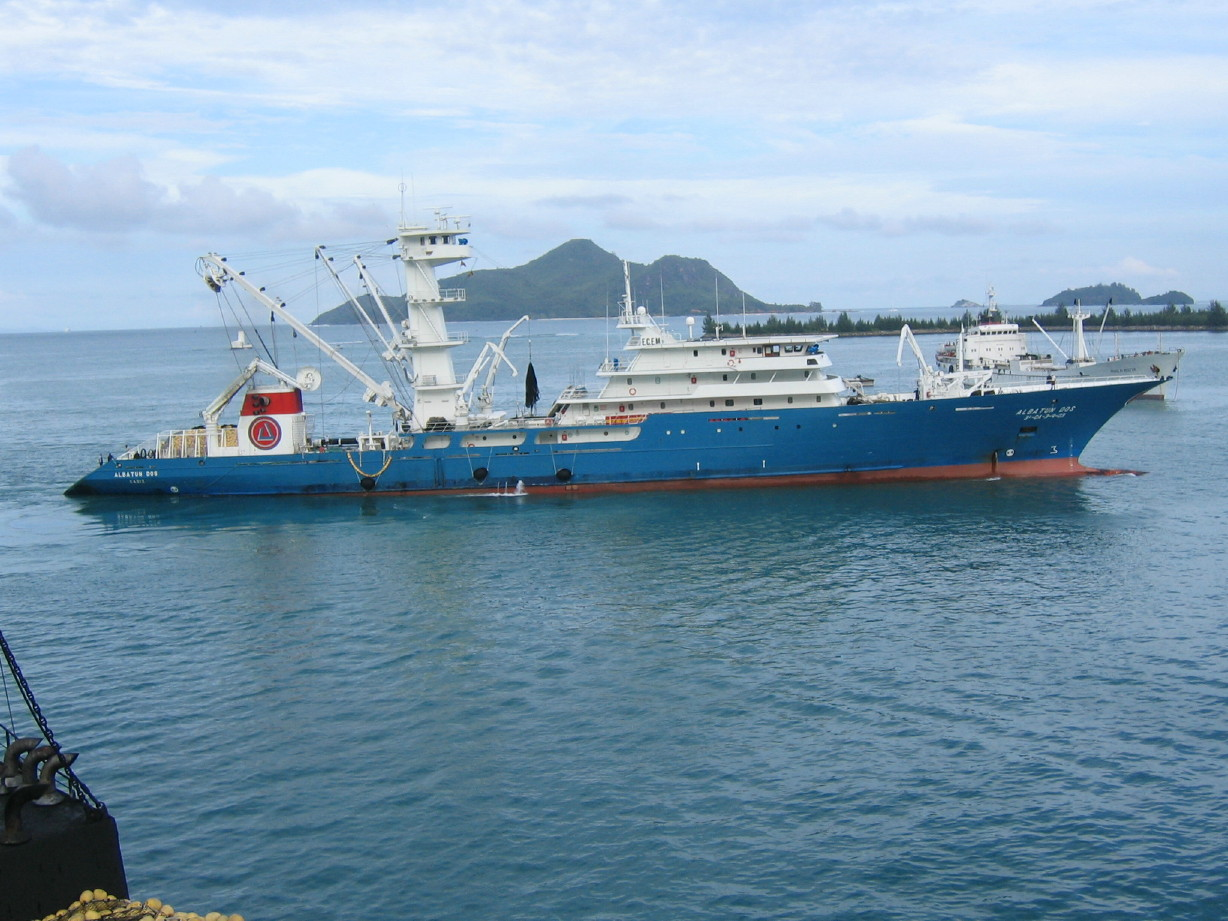
Thonier senneur congélateur
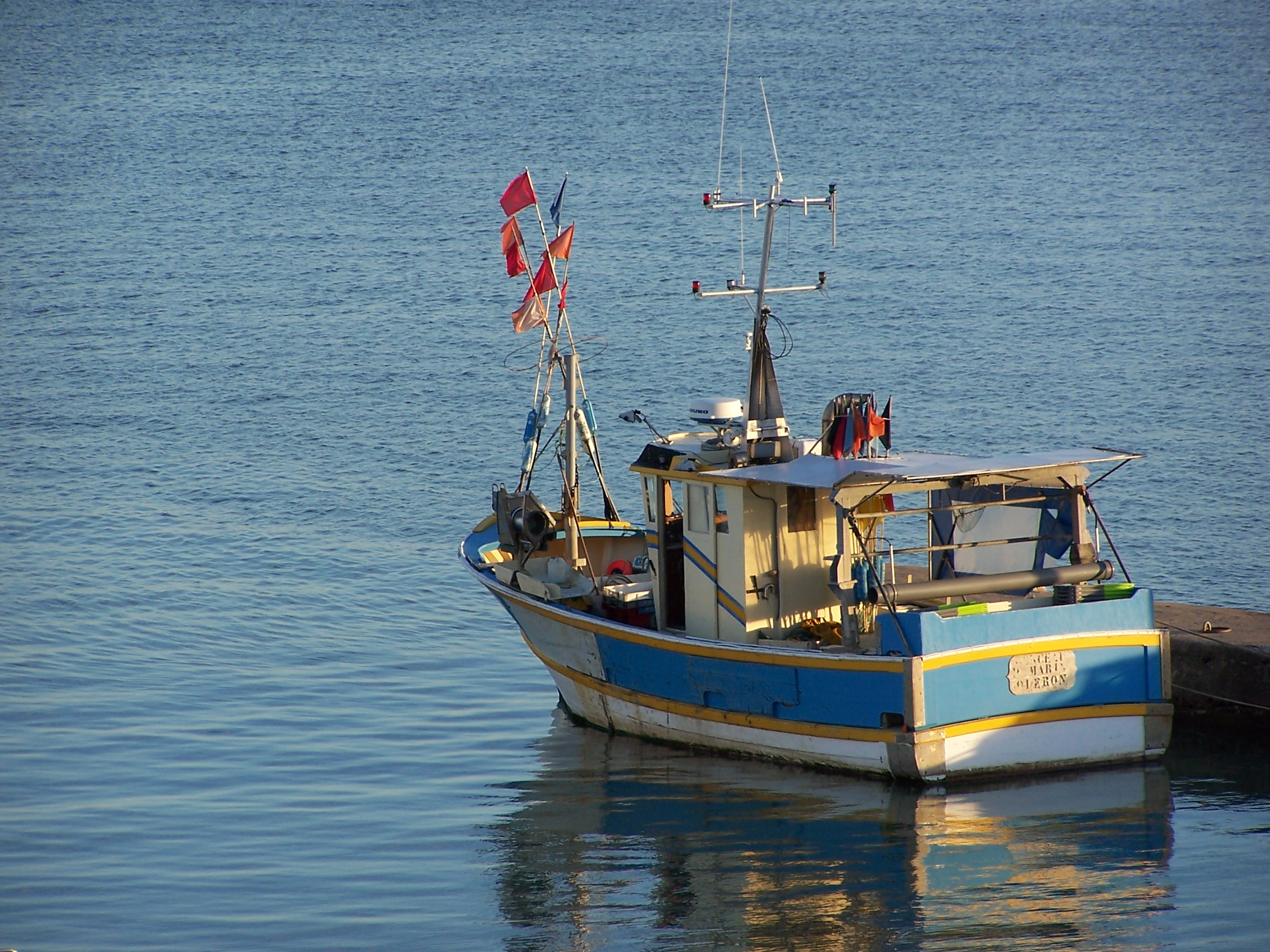
Petit bateau de pêche côtière
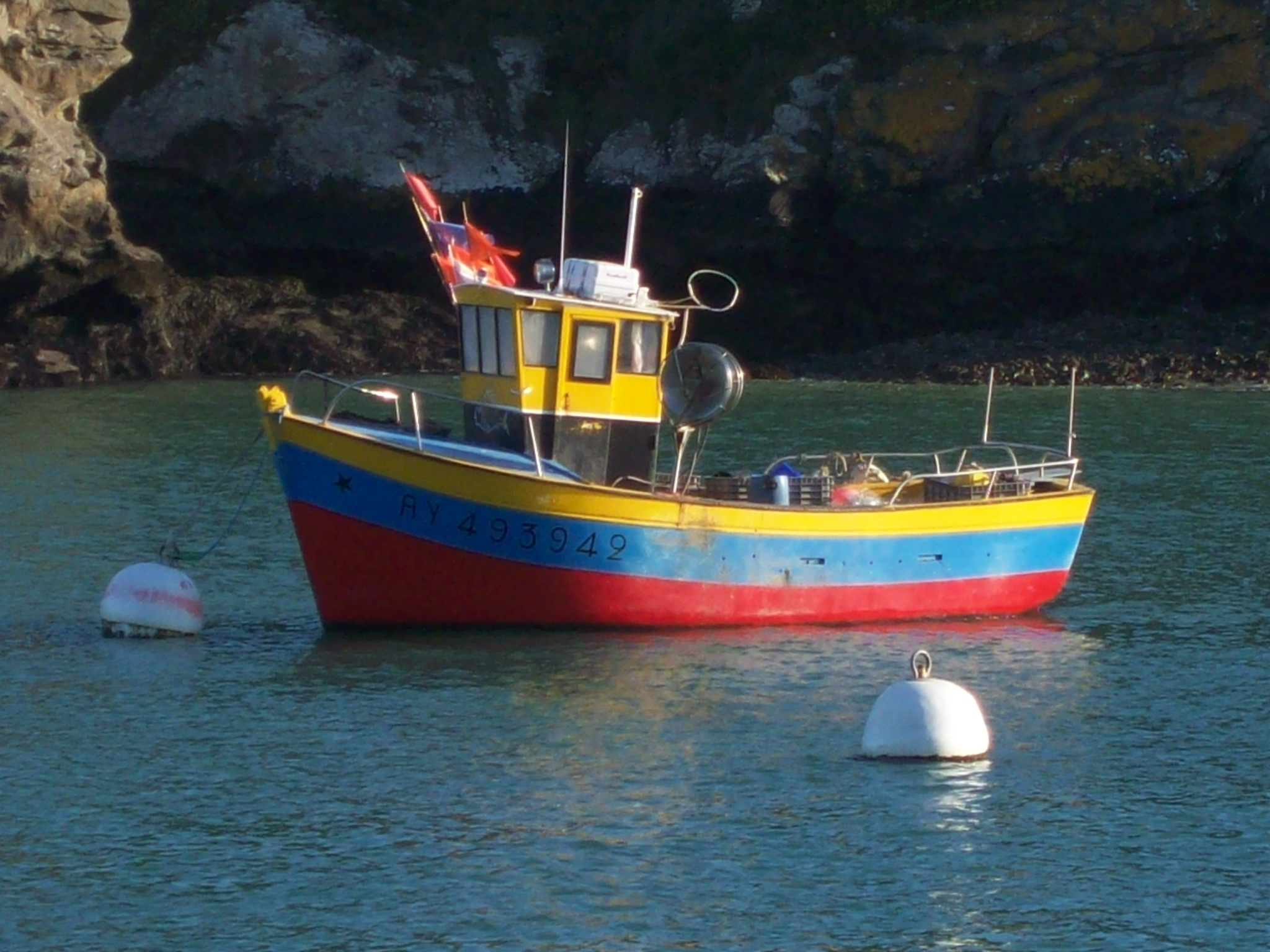
Autre petit bateau de pêche côtière
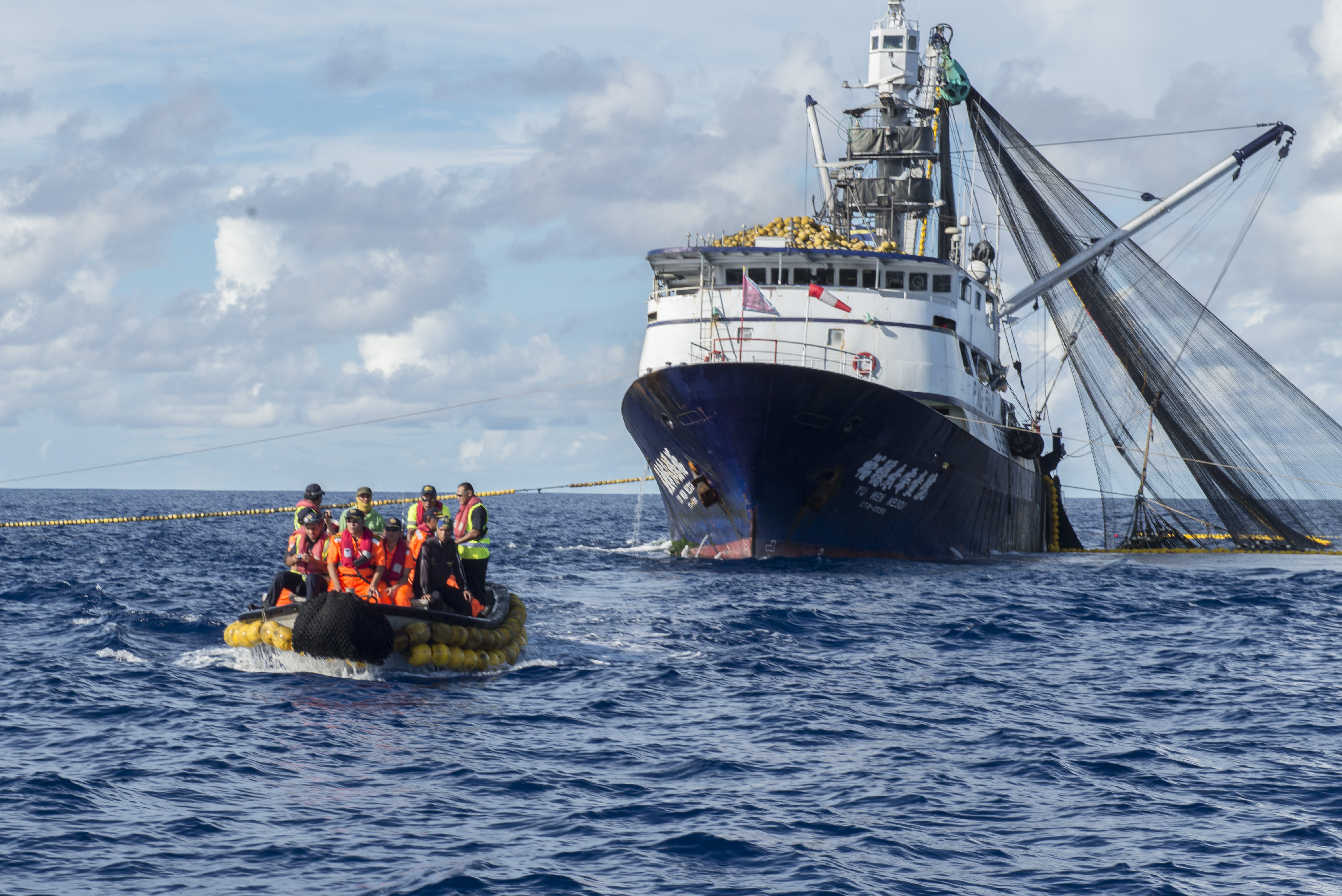
Bateau de pêche de Taïwan au large de Nauru.

## Peinture
Comme le thème du pêcheur, celui du bateau de pêche a souvent été représenté par les peintres.

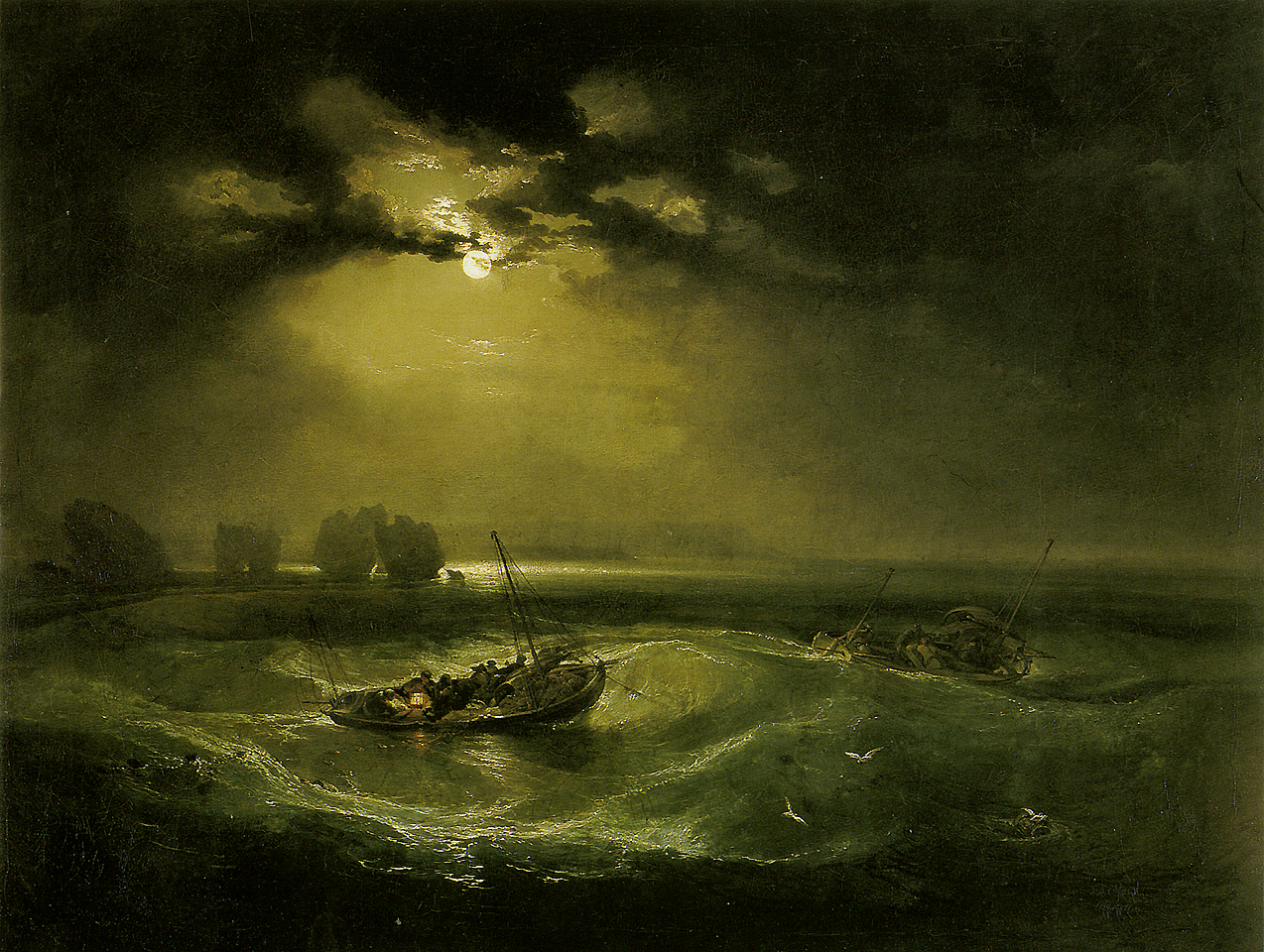
Turner, Pêcheurs en mer (1796).
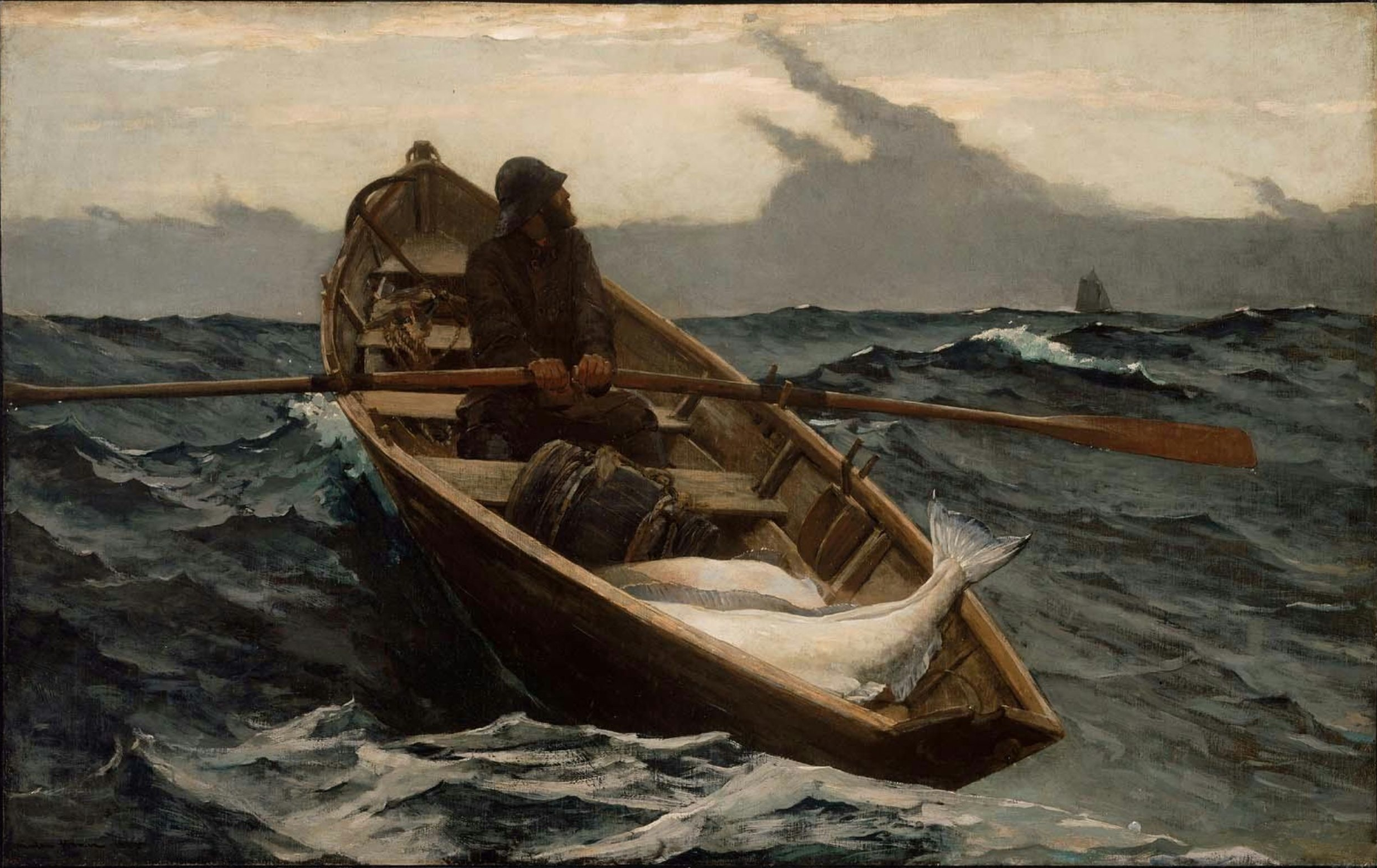
Winslow Homer, The Fog Warning (1885).
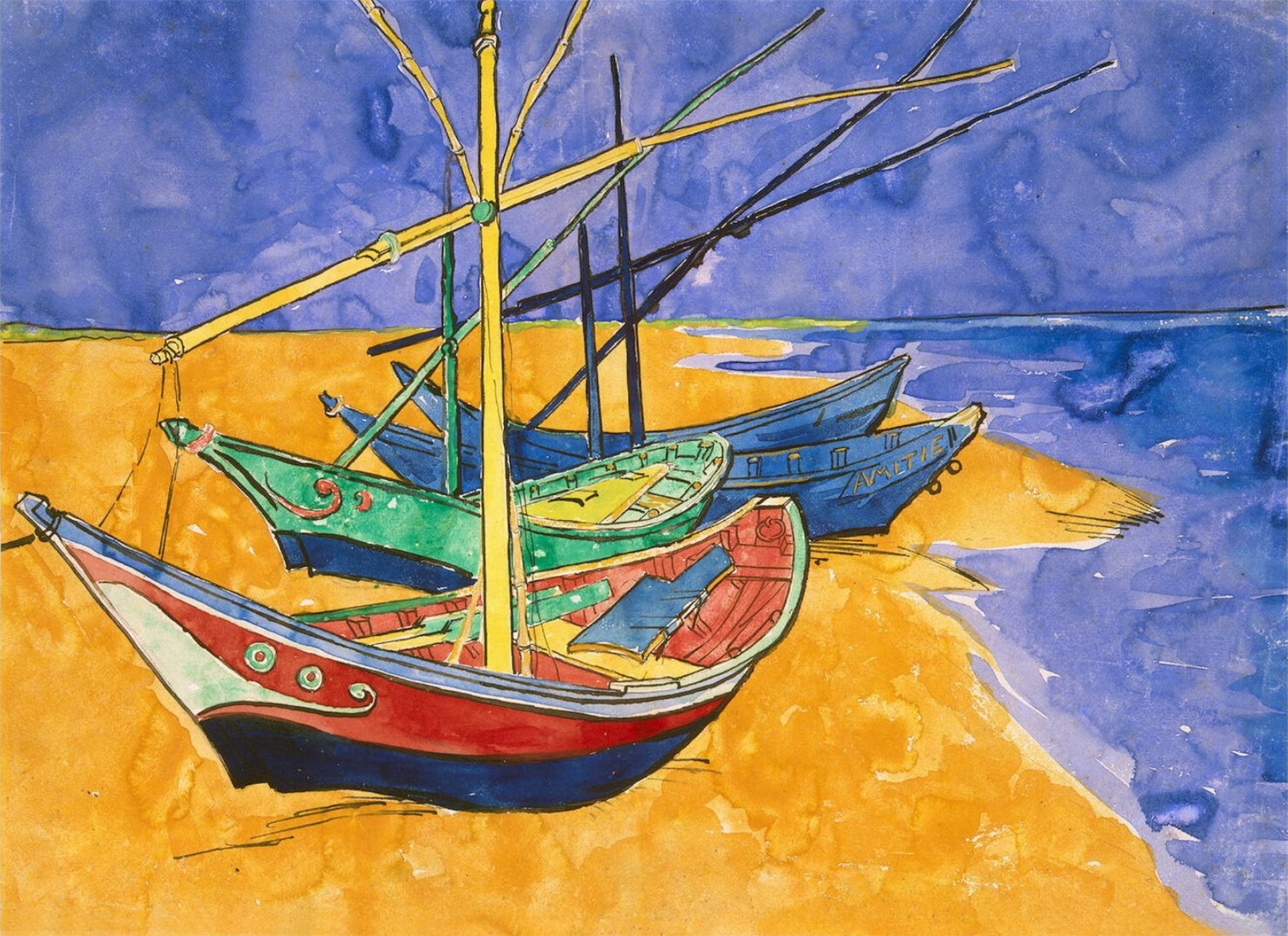
Vincent van Gogh, Bateaux de pêche sur la plage (1888).
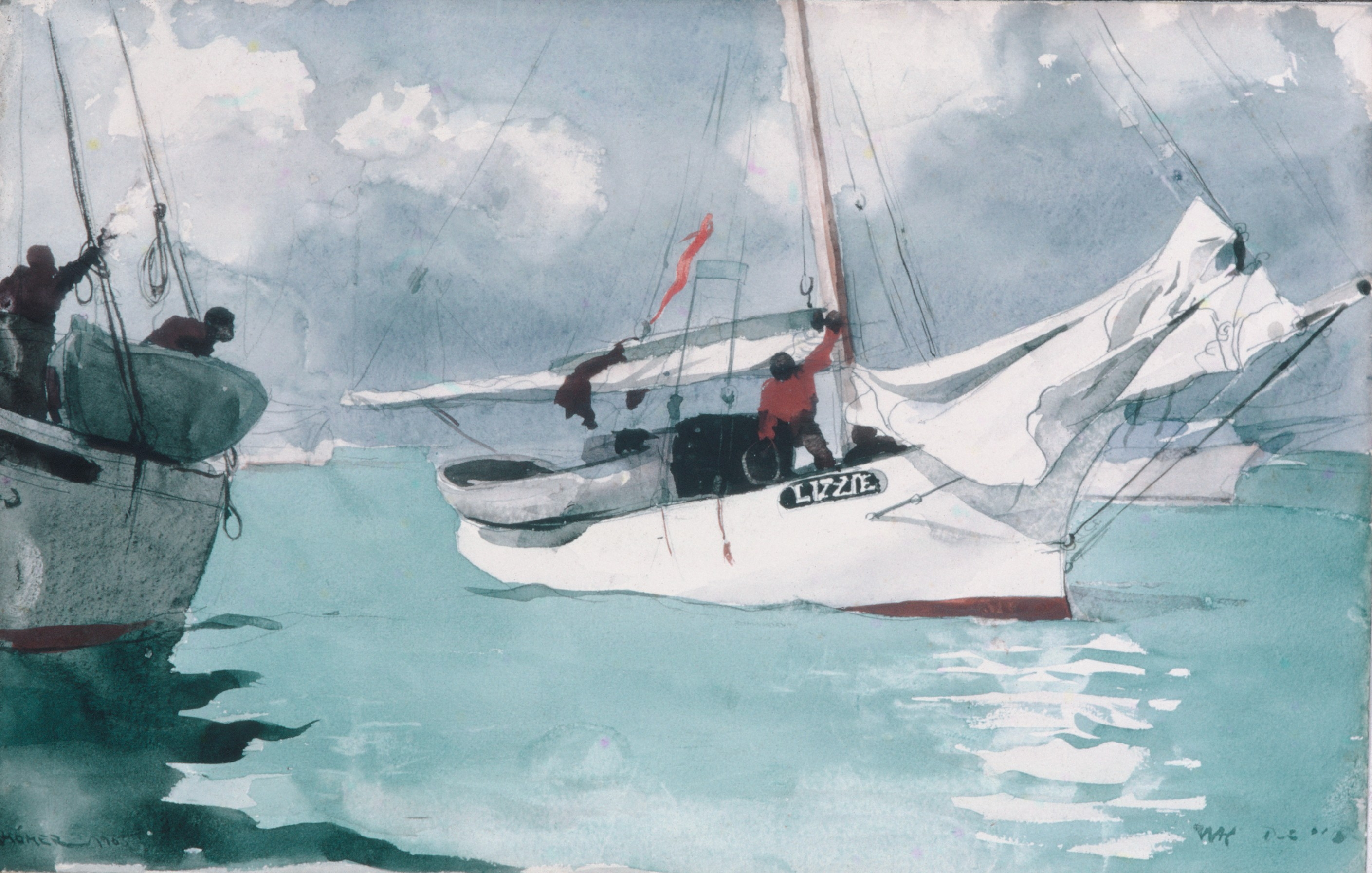
Winslow Homer, Navires de pêche à Key West (1903).

## Quelques navires de pêche historiques ou traditionnels

### Europe du Nord
- Sgoth
- Dundee

### Méditerranée
- Pointu
- Barquette marseillaise
- Mourre de pouar
- Bette

- Barque catalane